# 细身宽突鳕
细身宽突鳕（学名：Eleginus gracilis），又名遠東寬突鱈，為寬突鱈屬的其中一種，分布於北太平洋區，包括日本、朝鮮半島、俄羅斯遠東地區、美國阿拉斯加等海域，棲息深度可達300公尺，本魚背鰭3個、臀鰭2個，下顎比上短，下巴觸鬚不再是超過一半的眼睛直徑，無側線孔，體色灰棕色，上部兩側蒼白，有時與銀色的紫色陰影，常伴隨斑駁模糊的深色斑點，下側和腹部銀白色偏黃，灰濛濛的鰭，背鰭與尾鰭白邊，背鰭軟條44-59枚，臀鰭軟條39-47枚，體長可達55公分，棲息在沿海海域，有時會進入河流，屬肉食性，以橈腳類、端足類等為食，為高經濟價值的食用魚。
其种加词来源于拉丁文“gracilis”，意为“纤细的”。